# (37329) 2001 QW108
(37329) 2001 QW108 est un astéroïde de la ceinture principale aréocroiseur découvert en 2001.

## Description
(37329) 2001 QW108 a été découvert le 23 août 2001 à l'observatoire Palomar, situé au nord de San Diego en Californie, par le programme Near Earth Asteroid Tracking (NEAT).

### Caractéristiques orbitales
L'orbite de cet astéroïde est caractérisée par un demi-grand axe de 2,59 ua, un périhélie de 1,36 ua, une excentricité de 0,47 et une inclinaison de 29,46° par rapport à l'écliptique. Du fait de ces caractéristiques, à savoir un demi-grand axe inférieur à 3,2 ua et un périhélie compris entre 1,3 et 1,666 ua, il croise l'orbite de Mars et est classé, selon la JPL Small-Body Database, comme astéroïde aréocroiseur (aréo venant de Arès).

### Caractéristiques physiques
(37329) 2001 QW108 a une magnitude absolue (H) de 16,3 et un albédo estimé à 0,115.